# Yokozuna (wrestler)
Rodney Agatupu Anoa'i (San Francisco, 2 ottobre 1966 – Liverpool, 23 ottobre 2000) è stato un wrestler statunitense di origini samoane.
È meglio conosciuto per i suoi trascorsi con la World Wrestling Federation, dove ha lottato con il ring name Yokozuna. Il termine yokozuna si riferisce al massimo grado che può essere raggiunto nel sumo professionistico in Giappone.  
Anche se il suo personaggio era caratterizzato come un wrestler campione di sumo, in realtà Anoa'i non ha mai lottato come sumotori. Sebbene abbia lottato come rappresentante del Giappone, nella vita reale era un samoano-americano ed è stato di conseguenza annunciato come proveniente dalla Polinesia. Tuttavia, come manager aveva un personaggio giapponese, Mr. Fuji, che lo seguiva sul ring con un secchio di legno di sale e sventolava una bandiera giapponese.
Nella WWF, Anoa'i è stato due volte WWF World Heavyweight Champion e due volte WWF Tag Team Champion (con Owen Hart), nonché il vincitore della Royal Rumble 1993. È stato il primo wrestler di discendenza samoana a detenere il WWF Championship nonché il primo vincitore della Royal Rumble. Ha sconfitto Bret Hart e Hulk Hogan nei main event di WrestleMania IX e di King of the Ring 1993, dove ha vinto i suoi due WWF Championship, lottando anche nel main event di WrestleMania X sempre contro Hart. Anoa'i è stato inserito postumo nella WWE Hall of Fame nel 2012.

## Biografia
Nacque da Afoafouvale Anoa’i, detto Afoa o Junior, e da Leatumalo Lefao. Aveva le sorelle Venus ed Elevera, e il fratello Joshua.

## Carriera

### American Wrestling Association (1984–1992)
La carriera come lottatore di Anoa'i nel wrestling professionistico ebbe origine dal fatto che egli crebbe nella famiglia Anoa'i, celebre dinastia di lottatori samoani. I Wild Samoans, Afa & Sika, erano suoi zii, e lo allenarono fin da piccolo per addestrarlo al business famigliare. Inizialmente Anoa'i prese il nome Great Kokina mentre combatteva in Giappone. Lottò anche per qualche tempo in Messico maturando l'esperienza necessaria nella disciplina. La sua prima uscita di rilievo negli Stati Uniti avvenne nella American Wrestling Association (AWA) con il nome di Kokina Maximus. Con questa gimmick, nel 1992, partecipò ad un six-man tag team match in cui tra gli lottatori rivali c'era André the Giant. Combattendo come wrestler Samoano, aveva come manager Sheik Adnan El Kassey. Il suo traguardo maggiore nella federazione, fu la storyline della rottura (kayfabe) della gamba di Greg Gagne che pose fine alla carriera del figlio del veterano Verne Gagne. All'epoca, Anoa'i pesava meno di 180 kg, un peso irrisorio se paragonato a quello successivo che raggiungerà in seguito (durante il suo periodo alla WWF, arrivò a pesare 362 kg al suo massimo).

### World Wrestling Federation (1992–1998)

#### Varie faide (1992–1993)
Nel 1992, Anoa'i fu contattato da Vince McMahon della World Wrestling Federation che gli offrì l'opportunità di lavorare per la federazione con la gimmick di "Yokozuna" (che è il termine giapponese con il quale si indica il massimo grado che può essere raggiunto da un lottatore professionista di sumo), mastodontico lottatore di sumo. Accompagnato dal manager Mr. Fuji, Yokozuna debuttò il 31 ottobre 1992, come face, sconfiggendo lo sparring partner Bill Jordan, e venne annunciato come un lottatore di sumo giapponese. Il primo evento importante a cui partecipò furono le Survivor Series del 1992, dove sconfisse facilmente Virgil.
Ben presto la carriera di Yokozuna si impennò, giungendo fino alla vittoria nella Royal Rumble del 1993, dove eliminando Randy Savage si aggiudicò il successo, apparendo come principale favorito. Poco dopo, Yokozuna sconfisse sonoramente "Hacksaw" Jim Duggan umiliandolo con quattro Banzai Drops ripetuti, l'ultimo dei quali eseguito su un esanime Duggan, poi ricoperto dalla bandiera americana, dando inizio ad un turn heel.

#### WWF Champion (1993–1994)

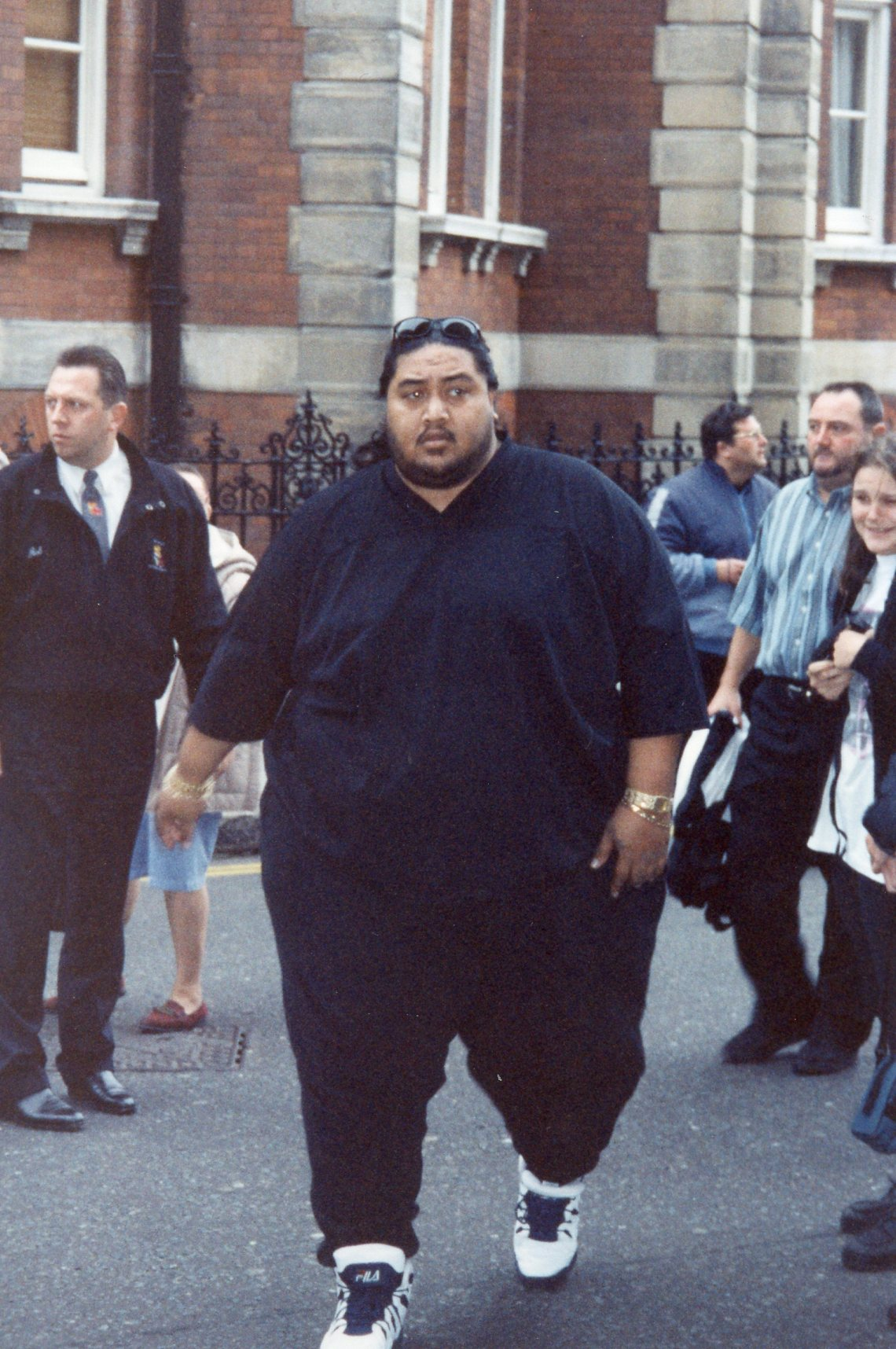
Rodney Anoa'i nell'ottobre 1995, Inghilterra

In virtù della sua vittoria alla Royal Rumble, a WrestleMania IX, Yokozuna sfidò Bret Hart per il WWF Championship. Hart stava per vincere il match, avendo imprigionato Yokozuna nella sua mossa finale per cedere, la temuta "Sharpshooter", ma Mr. Fuji gettò del sale negli occhi del campione, che, disorientato ed accecato, si lasciò schienare da Yokozuna. Anoa'ì divenne quindi ufficialmente campione del mondo WWF. Ma il suo regno fu brevissimo, infatti mentre lui e Mr. Fuji esultavano sul ring, Hulk Hogan irruppe sulla scena, inizialmente per soccorrere l'amico Bret Hart e, provocato da Mr.Fuji, accettò di sfidare Yokozuna in un incontro istantaneo. Questa volta Fuji gettò accidentalmente il sale in faccia a Yokozuna, dando modo ad Hogan di vincere il suo quinto titolo mondiale. In seguito, Vince McMahon avrebbe voluto che "The Hulkster" perdesse il titolo contro Bret Hart in un match da disputarsi nella successiva edizione di SummerSlam. Tuttavia, Hogan rifiutò di perdere in modo pulito contro Hart, perché non era convinto dell'idea di affrontare un face, e preferì, per non danneggiare la propria immagine, cedere il titolo ad un monster heel come Yokozuna, per poi lasciare la WWF subito dopo.
Quindi, nell'edizione datata 1993 del torneo King of the Ring, Yokozuna, il cui peso aveva raggiunto circa i 260 kg, risfidò Hogan per il titolo in una rivincita. Grazie alle interferenze esterne di un falso "fotografo giapponese" reclutato da Mr. Fuji, Yokozuna riuscì a riconquistare la cintura. Poco dopo, Hogan lasciò la WWF per passare alla WCW, il che dette modo a Yokozuna e Fuji di poter affermare di aver chiuso per sempre la "Hulkamania" (in effetti, il match perso contro Yokozuna fu l'ultima apparizione in WWF di Hogan per i successivi nove anni). Per celebrare l'evento, fu indetta una gara dove chi fosse riuscito ad alzare Yokozuna con una bodyslam avrebbe vinto. Molti wrestler e vari atleti tentarono l'impresa senza riuscirvi, fin quando arrivò in elicottero Lex Luger (da poco passato dalla WCW alla WWF) che riuscì a schiacciare al tappeto Yokozuna. Questo rese immediatamente Luger il primo sfidante al titolo di Yokozuna.
A SummerSlam 1993, Yokozuna e Luger si scontrarono per il titolo WWF. Luger riuscì a vincere il match ma solamente per countout fuori dal ring di Yokozuna, che quindi mantenne il titolo. Il contratto firmato da Luger per il match, uno stratagemma orchestrato dal nuovo manager di Yokozuna, Jim Cornette, asseriva che se Luger non avesse vinto il titolo al primo tentativo, non avrebbe mai più avuto una seconda occasione. Yokozuna e Luger continuarono a scontrarsi fino alle Survivor Series del 1993, dove ognuno dei due scelse una squadra di alleati per un incontro ad eliminazione. Il match si svolse tra gli "All-Americans" (Lex Luger, The Undertaker e Steiner Brothers) e i "Foreign Fanatics" (Yokozuna, Quebecer Jacques, Ludvig Borga e Crush).
Il successivo sfidante che Yokozuna si trovò a dover fronteggiare fu The Undertaker. I due si scontrarono in un Casket match svoltosi durante la Royal Rumble 1994, con tutti i pronostici a favore di Undertaker. Però, dopo un lungo match, Mr. Fuji chiamo rinforzi, portando una dozzina di wrestler heel in aiuto di Yokozuna per attaccare Undertaker. Il gruppo riuscì a rinchiudere Undertaker nella bara, dando la vittoria finale a Yokozuna.
Lex Luger e Bret Hart, durante la Royal Rumble del 1994, si erano eliminati simultaneamente dopo essere rimasti gli ultimi sul ring e di conseguenza erano stati dichiarati vincitori della Rumble ex aequo. Dato che il vincitore della Royal Rumble diveniva il primo sfidante al titolo di campione del mondo, fu deciso che entrambi i wrestler avrebbero avuto la possibilità di sfidare Yokozuna a WrestleMania X. Per effetto del lancio di una monetina, Luger sfidò per primo Yokozuna durante la manifestazione. Il vincitore avrebbe poi sfidato Bret Hart la sera stessa per stabilire il campione. Per evitare interferenze esterne, per entrambi i match per il titolo vennero ingaggiati arbitri d'eccezione. Mr. Perfect fu l'arbitro speciale dell'incontro Luger/Yokozuna. Luger sembrava avere il match in pugno e schienò Yokozuna, ma Mr. Perfect, che era occupato a soccorrere Fuji e Cornette ancora privi di conoscenza distesi sul ring (i due erano stati attaccati da Luger poco prima), non effettuò il conteggio. Quando un infuriato Luger spinse violentemente Mr. Perfect, venne squalificato e Yokozuna fu dichiarato vincitore dell'incontro.
Più tardi nella serata, Yokozuna difese ancora il titolo, questa volta contro l'ex campione Bret "Hitman" Hart, che era appena uscito sconfitto da un match con il fratello Owen Hart. Per lo scontro, l'arbitro designato era Roddy Piper. Quando Cornette cercò di interferire nel match a favore di Yokozuna, Piper lo cacciò via a pugni. Alla fine del match, quando Yokozuna si approntava a colpire Bret con la sua mossa finale, il Banzai Drop, perse l'equilibrio e cadde dalle corde. Hart lo schienò prontamente guadagnandosi la vittoria, e ponendo fine al regno da campione di Yokozuna durato ben 280 giorni.

#### Faida con The Undertaker (1994–1995)
Dopo aver perso il titolo, Yokozuna iniziò per un breve periodo a far coppia con Crush, altro protetto della scuderia di Mr. Fuji. Nel maggio 1994, durante una puntata di Monday Night Raw, Yokozuna fu sfidato da Earthquake in un incontro di sumo. Il 16 maggio 1994, Earthquake batté Yokozuna in quello che sarebbe rimasto l'unico match di sumo nella storia della WWE fino a quello svoltosi nel 2005 a WrestleMania 21, tra The Big Show e un vero campione di sumo, il celebre Akebono.
Poco dopo, Yokozuna ebbe a che fare con la "vendetta" di Undertaker, che lo sfidò ad un nuovo casket match. I due si scontrarono alle Survivor Series 1994, questa volta con l'attore/esperto di arti marziali Chuck Norris a garantire l'ordine e a tenere lontano dal ring eventuali "aiuti esterni". Stavolta fu Yokozuna a finire sconfitto e rinchiuso nella bara a bordo ring. Dopo l'evento ha continuato a lottare prima di prendersi una pausa per perdere peso.

#### Team con Owen Hart (1995–1996)
Nell'aprile 1995, Owen Hart iniziò a promettere che avrebbe avuto un grande partner di coppia per sfidare i campioni in carica The Smoking Gunns (Billy & Bart) a WrestleMania XI. All'evento, fu svelato che il partner segreto fu lo stesso Yokozuna, e il tag team composto dai due sconfisse gli Smoking Gunns e vinse le cinture di campioni di coppia WWF. I due rimasero campioni per diversi mesi, difendendo il titolo contro gli Allied Powers (Lex Luger & Davey Boy Smith), The Smoking Gunns e altri. All'epoca, era ormai ovvio che Yokozuna non sarebbe potuto rimanere al top della forma per molto tempo ancora, avendo messo su troppo peso nell'ultimo periodo di attività (si stimava pesasse circa 317 kg ai tempi, nonostante il peso ufficiale dichiarato fosse di 290 kg).
Successivamente la coppia formata da Hart e Yokozuna perse le cinture a favore degli Smoking Gunns che li sconfissero.

#### Varie faide (1996–1998)
All'inizio del 1996, Yokozuna lottava ancora con successo venendo più acclamato, stabilendosi come tweener. Partecipò alla Royal Rumble di quell'anno, eliminando parecchi wrestler prima di essere eliminato a sua volta da Shawn Michaels, il vincitore finale. In seguito Yokozuna decise di passare da "cattivo" a "buono", interpretando un personaggio positivo e lasciò la scuderia di Cornette. Durante questo periodo da "face", parlava in inglese ai fan, Mr. Fuji sventolava una bandiera americana durante i match e combatté svariate volte contro Big Van Vader, nuovo membro della stable di Cornette. Proprio durante questo feud, Vader spezzò una gamba a Yokozuna (kayfabe) costringendolo al ritiro. In realtà si trattava di un espediente ideato per permettere ad Anoa'i di rimettersi in salute, perdendo almeno un po' di peso.
Riapparve a Free for All poco prima SummerSlam 1996, scontrandosi con Steve Austin ma perdendo il match.
La sera seguente a Raw, Yokozuna sfidò Shawn Michaels per il WWF Championship. Nonostante la notevole differenza di peso, Yokozuna perse il match. Yokozuna ha riacceso brevemente la sua rivalità con Vader, lottando a Survivor Series. I due facevano parte di team opposti, ma nessuno dei 2 team è riuscito a prevalere. Il 2 gennaio 1997 è riuscito a battere The Sultan. Per il resto dell'anno ha avuto vittorie contro Faarooq, Brian Pillman, Hunter e Savio Vega e perse contro The British Bulldog, Vader, D'Lo Brown e Bret Hart. L'ultimo match di Yokozuna è stato contro Kane il 3 dicembre, dove a prevalere è stato quest'ultimo. In seguito, Yokozuna si prese una pausa per fronteggiare i soliti problemi di peso, ma il 5 gennaio 1998 venne annunciato il suo addio alla federazione.

### Circuito indipendente (1999–2000)
Dopo la carriera nella WWF, Yokozuna lottò in numerose federazioni minori. L'ultima apparizione di successo avvenne al pay-per-view Heroes of Wrestling del 1999, dove apparve ulteriormente e vistosamente ingrassato rispetto al periodo nella WWF. All'evento, Yokozuna fece coppia con Jake Roberts contro King Kong Bundy e Jim Neidhart dove furono questi ultimi a trionfare.

## Vita privata
Yokozuna nacque in una famiglia di origini samoane in cui il wrestling era già una grande passione; numerosi parenti di Rodney (tra cui Rikishi e The Rock, solo per citarne alcuni) erano wrestler e fu grazie a loro che questi intraprese la carriera di lottatore professionista.
Dalla moglie Monica ebbe il figlio Justin e la figlia Keilani.

## Morte
Anoa'i nel 2000 venne ingaggiato dalla federazione inglese All Star Wrestling per una tournée a ottobre. Domenica 22 ottobre, alloggiando al Moat House Hotel di Liverpool, se ne andò a dormire nella sua stanza al settimo piano; inconsapevolmente affetto da edema polmonare acuto, morì nel sonno. Al momento della morte pesava circa 260 kg. Oggi riposa nel Green Hills Memorial Park di Rancho Palos Verdes, California.

### Onori postumi
Nel 2012 è stato inserito nella WWE Hall of Fame, ed è stato introdotto dal cugino Rikishi e dai figli di quest'ultimo, Jimmy e Jey Uso.

## Personaggio

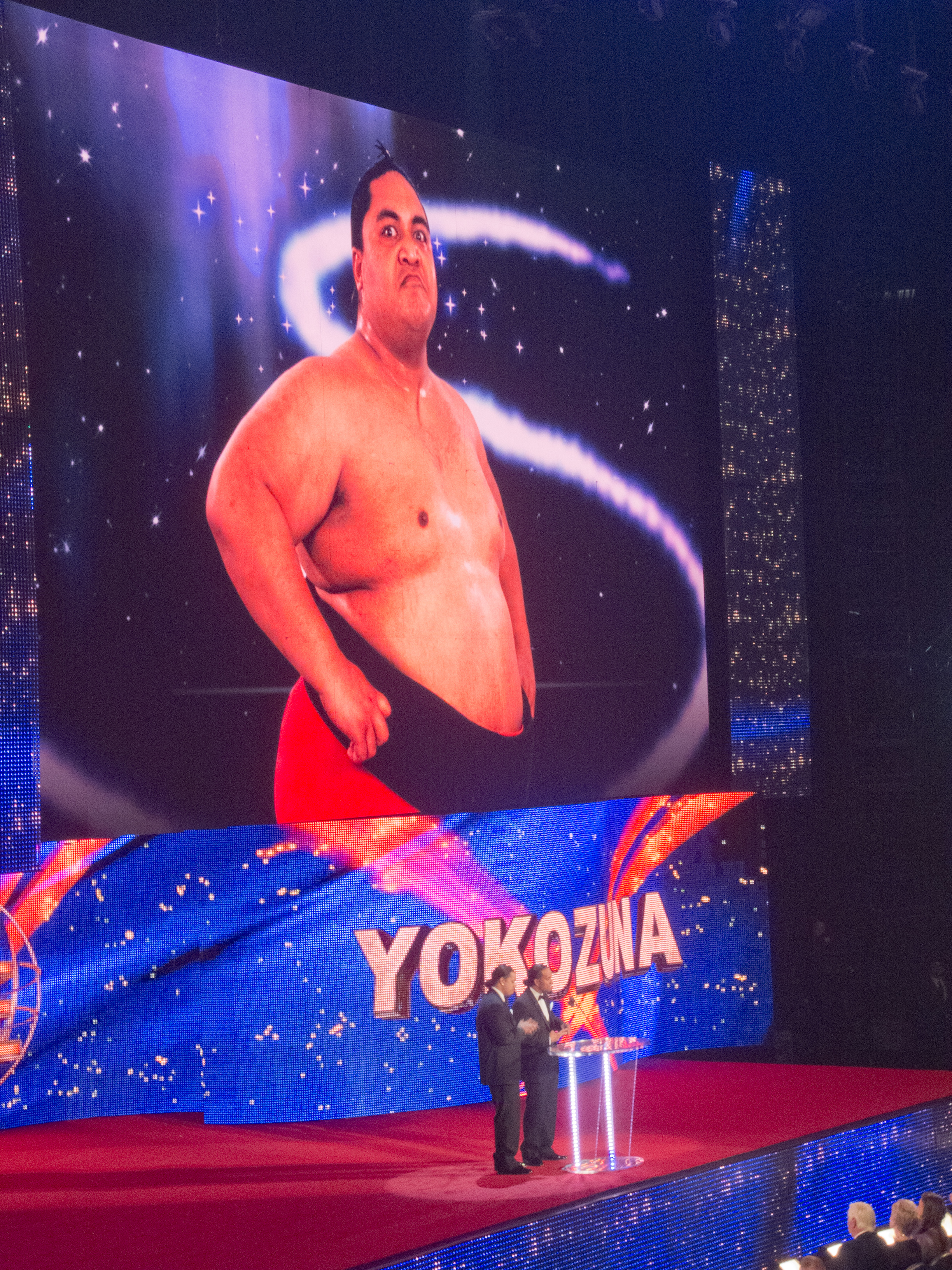
Gli Usos introducono Yokozuna nella WWE Hall of Fame nel 2012

### Mosse finali
- Banzai Drop (Corner slingshot seated senton)
- Leg drop

### Manager
- Jim Cornette
- Mr. Fuji
- Sheik Adnan El Kassey

## Titoli e riconoscimenti
- Pro Wrestling Illustrated
  - Most Improved Wrestler of the Year (1993)
  - 5º tra i 500 migliori wrestler singoli nella PWI 500 (1993)
  - 145º tra i 500 migliori wrestler singoli nella "PWI Years" (2003)
- Universal Wrestling Association
  - UWA World Trios Championship (1) – con Fatu e Samoan Savage
- World Wrestling Federation/Entertainment
  - WWF Tag Team Championship (2) – con Owen Hart
  - WWF World Heavyweight Championship (2)
  - Royal Rumble (edizione 1993)
  - WWE Hall of Fame (classe del 2012)